# Can Joanmiquel
Can Joanmiquel és una obra de Ventalló (Alt Empordà) protegida com a bé cultural d'interès local. Situada dins del petit nucli de Pelacalç, a l'extrem de llevant del municipi de Ventalló al qual pertany. Està ubicada a la banda sud-oest del nucli urbà del poble.

## Descripció
Edifici de planta rectangular, format per diverses ampliacions constructives, de les que destaca el nucli original, situat a la banda sud del conjunt. La casa està formada per dos cossos adossats, amb la coberta d'un sol vessant, i està distribuïda en planta baixa i pis. La part més destacable és la façana principal, orientada a ponent, amb un portal d'accés d'arc de mig punt adovellat, amb els brancals bastits amb carreus desbastats. Al seu damunt una finestra rectangular bastida amb carreus i la llinda sostinguda amb permòdols decorats. El relleu gravat a la llinda representa un escut decorat amb motius animals i vegetals. Caldria destacar, també, la galeria d'arcs de mig punt bastits amb maons, situada a la banda sud de la construcció, al pis. La construcció, bastida en pedra, presenta els paraments arrebossats.

## Història
L'edifici és propietat de la família Saló des de finals del segle xix. Quan fou restaurat, a l'interior es descobriren tres portes amb llindes decorades amb motius vegetals. Tant les llindes com els brancals estaven completament ennegrits, probable conseqüència d'algun incendi que patís l'edifici.